# Niihama
Niihama è una città giapponese della prefettura di Ehime.